# James Rennie
Pour l’article homonyme, voir James Rennie (acteur).
James Rennie est un zoologiste britannique, né en 1787 à Sorn dans l'Ayrshire et mort en 1867 à Sydney.
Il enseigne la zoologie au King's College de Londres.

## Liste partielle des publications
- 1825 : The art of improving the voice and ear, and of increasing their musical powers, on philosophical principles; adapted to public speakers, musicians, and actors, and particularly useful for the instructors of youth[1] (S. Prowett, Londres).
- 1831 : Insect miscellanies[2] (C. Knight, Londres).
- 1831 : Insect transformations[3] (Lilly & Wait, Boston).
- 1832 : Alphabet of insects, for the use of beginners[4] (W. Orr, Londres).
- 1833 : Alphabet of botany, for the use of beginners[5] (W. Orr, Londres).
- 1834 : Alphabet of natural theology, for the use of beginners[6] (Orr and Smith, Londres).
- 1835 : The faculties of birds[7] (Charles Knight, Londres).
- 1840 : Natural history of birds. Their architecture, habits, and faculties[8] (Harper & Brothers, New York).
- 1869 : édition enrichie par John George Wood (1827-1889) Insect architecture[9] (G. Bell & sons, Londres).